# Bergnäset
Bergnäset è un'area urbana della Svezia situata nel comune di Luleå, contea di Norrbotten.
La popolazione rilevata nel censimento 2010 era di 3 648 abitanti .